# Ivan Mesík
Ivan Mesík, né le 1er juin 2001 à Banská Bystrica en Slovaquie, est un footballeur international slovaque qui joue au poste de défenseur central à l'Heracles Almelo.

## Biographie

### Spartak Trnava
Né à Banská Bystrica en Slovaquie, Ivan Mesík est formé par le club de sa ville natale, le FK Dukla Banská Bystrica, avant de poursuivre sa formation au FC Spartak Trnava, qu'il rejoint en 2016. Il découvre avec ce club la première division de Slovaquie. Il joue son premier match en professionnel dans cette compétition, le 18 mai 2019, face au FC Nitra. Il est titularisé en défense centrale et son équipe s'impose par un but à zéro.

### FC Nordsjælland
Le 28 janvier 2020, Ivan Mesík rejoint le Danemark en s'engageant avec le FC Nordsjælland, pour un contrat de cinq ans. Il joue son premier match sous ses nouvelles couleurs le 29 mai 2020, lors d'une rencontre de championnat face au Silkeborg IF. Il entre en jeu à la place d'Abdul Mumin lors de ce match remporté par son équipe (0-2).

### Prêts
Le 31 août 2021 il est prêté au Stabæk Fotball.

### Delfino Pescara
Le 5 janvier 2023, lors du mercato hivernal, Ivan Mesík rejoint l'Italie pour s'engager en gaveur du Delfino Pescara.

### En sélection
Le 6 septembre 2019, il figure pour la première fois sur le banc des remplaçants de l'équipe espoirs, mais sans entrer en jeu, lors d'une rencontre face à l'Azerbaïdjan (défaite 2-1). Ivan Mesík joue finalement son premier match avec l'équipe de Slovaquie espoirs face à la Suisse, le 4 septembre 2020. Il est titulaire en défense centrale et son équipe s'incline par quatre buts à un. Il inscrit son premier but lors de sa troisième sélection, le 8 octobre 2020, contre l'Azerbaïdjan. Son but, marqué dans le temps additionnel de la deuxième période, donne la victoire à son équipe (2-1). Toutes ces rencontres rentrent dans le cadre des éliminatoires de l'Euro espoirs 2021.